# Nepals konger
Kongen af Nepal var Nepals officielle statsoverhoved fra grundlæggelsen af Kongeriget Nepal i 1768 indtil monarkiets formelle afskaffelse ved en parlamentsbeslutning den 28. maj 2008. Den daværende kong Gyanendra var dog allerede frataget sine beføjelser som konstitutionelt statsoverhoved den 15. januar 2007.
Nepal blev efter en beslutning i et nyvalgt forfatningsgivende parlament udråbt som ny republik med en præsident som landets officielle statsoverhoved. Som landets første præsident valgte parlamentet Ram Baran Yadav fra Nepali Congress. 
| Nepals konger fra Shah-dynastiet 1768-2008 | Nepals konger fra Shah-dynastiet 1768-2008 | Nepals konger fra Shah-dynastiet 1768-2008 | Nepals konger fra Shah-dynastiet 1768-2008  |
| Navn                                       | Tiltrådt                                   | Fratrådt                                   | (bemærkninger)                              |
| ------------------------------------------ | ------------------------------------------ | ------------------------------------------ | ------------------------------------------- |
| Prithvi Narayan Shah                       | 25. september 1768                         | 11. januar 1775                            | konge over Gorkha-riget fra 1743            |
| Pratap Singh Shah                          | 11. januar 1775                            | 17. november 1777                          |                                             |
| Rana Bahadur Shah                          | 17. november 1777                          | 8. marts 1799                              | fratrådt                                    |
| Girvan Yudha Bikram Shah                   | 8. marts 1799                              | 20. november 1816                          |                                             |
| Rajendra Bikram Shah                       | 20. november 1816                          | 12. maj 1847)                              | fratrådt                                    |
| Surendra Bikram Shah                       | 12. maj 1847                               | 17. maj 1881                               |                                             |
| Prithvi Bir Bikram Shah                    | 17. maj 1881                               | 11. december 1911                          |                                             |
| Tribhuvan Bir Bikram Shah (1. periode)     | 11. december 1911                          | 7. november 1950                           | i exil i Indien 7. nov.1950-7.jan.1951      |
| Gyanendra Bir Bikram Shah Dev (1. periode) | 7. november 1950                           | 7. januar 1951                             | indsat af Rana-regimet som konge som 4-årig |
| Tribhuvan Bir Bikram Shah (2. periode)     | 7. januar 1951                             | 13. marts 1955                             |                                             |
| Mahendra Bir Bikram Shah                   | 14. marts 1955                             | 31. januar 1972                            |                                             |
| Birendra Bir Bikram Shah Dev               | 31. januar 1972                            | 1. juni 2001                               | dræbt under massakren i Nepals kongepalads) |
| Dipendra Bir Bikram Shah Dev               | 1. juni 2001                               | 4. juni 2001                               | lå i koma i hele perioden                   |
| Gyanendra Bir Bikram Shah Dev (2. periode) | 4. juni 2001                               | 28. maj 2008                               | afsat, suspenderet fra 15. januar 2007)     |